# 李遠継
李 遠継（り えんけい、Lǐ Yuánjì、? - 1866年?）は、太平天国の指導者の一人。
広東省広州府花県出身。1853年、西征に参加。1855年から黄文金らと江西省湖口一帯で作戦にあたった。1858年に勷天福に任ぜられ、1860年に定南軍佐将・営天義となった。第二次江南大営攻略に参加し、その後の東征にも従った。その後、黄文金と江西省に入り、1862年には佑王に封ぜられた。その後も安徽省南部と江西省を転戦していたが、1864年になると浙江省に援軍に赴き、湖州守将となった黄文金の補佐にあたった。天京陥落後、湖州を脱出して南下して江西省に入り、譚体元とともに康王汪海洋のもとに逃れた。その後、福建省や江西省を転戦し、1865年12月には汪海洋に従って嘉応州（現在の梅州市）を占領した。しかし翌年に嘉応州が陥落すると行方不明となった。捕らえられて処刑されたとも、戦死したとも、自殺したともいわれる。